# Salih Özcan
Salih Özcan (Colonia, Alemania, 11 de enero de 1998) es un futbolista turco. Juega de centrocampista y su equipo es el Borussia Dortmund de la 1. Bundesliga de Alemania.

## Trayectoria
Nacido en Alemania de una familia de ascendencia turca, pasó gran parte de su etapa formativa en el F. C. Colonia. Debutó en el primer equipo del Colonia en septiembre de 2016 contra el F. C. Schalke 04.
En 2017 ganó la Medalla Fritz Walter al mejor jugador sub-19 de Alemania.
El 23 de agosto de 2019 fue enviado a préstamo al Holstein Kiel para la temporada 2019-20 de la 2. Bundesliga. Volvió a Colonia, donde jugó dos años más antes de marcharse al Borussia Dortmund en la campaña 2022-23.
El 28 de agosto de 2024, después de un par de temporadas en Dortmund en las que jugó setenta partidos, se fue al VfL Wolfsburgo en una cesión que se canceló en enero tras la lesión de Felix Nmecha.

## Selección nacional
Pudiendo representar a Alemania o Turquía a nivel internacional, fue internacional en categorías inferiores la selección de Alemania. En cambio, en categoría absoluta decidió jugar con Turquía y debutó el 29 de marzo de 2022 en un amistoso ante Italia.

### Participaciones en Eurocopas
| Copa          | Sede     | Resultado        | Partidos | Goles |
| ------------- | -------- | ---------------- | -------- | ----- |
| Eurocopa 2024 | Alemania | Cuartos de final | 4        | 0     |

## Estadísticas

### Clubes
Actualizado al último partido disputado el 11 de mayo de 2025.
| Club                           | Div.          | Temporada     | Liga  | Liga  | Copas nacionales | Copas nacionales | Copas internacionales | Copas internacionales | Total | Total |
| Club                           | Div.          | Temporada     | Part. | Goles | Part.            | Goles            | Part.                 | Goles                 | Part. | Goles |
| ------------------------------ | ------------- | ------------- | ----- | ----- | ---------------- | ---------------- | --------------------- | --------------------- | ----- | ----- |
| 1. F. C. Colonia II · Alemania | 4.ª           | 2015-16       | 16    | 3     | —                | —                | —                     | —                     | 16    | 3     |
| 1. F. C. Colonia II · Alemania | 4.ª           | 2016-17       | 2     | 0     | —                | —                | —                     | —                     | 2     | 0     |
| 1. F. C. Colonia II · Alemania | 4.ª           | 2017-18       | 2     | 0     | —                | —                | —                     | —                     | 2     | 0     |
| F. C. Colonia · Alemania       | 1.ª           | 2016-17       | 13    | 0     | 2                | 0                | —                     | —                     | 15    | 0     |
| F. C. Colonia · Alemania       | 1.ª           | 2017-18       | 23    | 0     | 2                | 0                | 5                     | 0                     | 30    | 0     |
| F. C. Colonia · Alemania       | 2.ª           | 2018-19       | 15    | 1     | 2                | 0                | —                     | —                     | 17    | 1     |
| 1. F. C. Colonia II · Alemania | 4.ª           | 2019-20       | 2     | 1     | —                | —                | —                     | —                     | 2     | 1     |
| 1. F. C. Colonia II · Alemania | Total club    | Total club    | 22    | 4     | 0                | 0                | 0                     | 0                     | 22    | 4     |
| Holstein Kiel · Alemania       | 2.ª           | 2019-20       | 28    | 5     | 1                | 0                | —                     | —                     | 29    | 5     |
| Holstein Kiel · Alemania       | Total club    | Total club    | 28    | 5     | 1                | 0                | 0                     | 0                     | 29    | 5     |
| F. C. Colonia · Alemania       | 1.ª           | 2020-21       | 29    | 0     | 3                | 1                | —                     | —                     | 32    | 1     |
| F. C. Colonia · Alemania       | 1.ª           | 2021-22       | 31    | 2     | 3                | 0                | —                     | —                     | 34    | 2     |
| F. C. Colonia · Alemania       | Total club    | Total club    | 111   | 3     | 12               | 1                | 5                     | 0                     | 128   | 4     |
| Borussia Dortmund · Alemania   | 1.ª           | 2022-23       | 26    | 0     | 3                | 0                | 7                     | 0                     | 36    | 0     |
| Borussia Dortmund · Alemania   | 1.ª           | 2023-24       | 23    | 0     | 2                | 0                | 9                     | 0                     | 34    | 0     |
| VfL Wolfsburgo · Alemania      | 1.ª           | 2024-25       | 11    | 0     | 1                | 0                | ―                     | ―                     | 12    | 0     |
| VfL Wolfsburgo · Alemania      | Total club    | Total club    | 11    | 0     | 1                | 0                | 0                     | 0                     | 12    | 0     |
| Borussia Dortmund · Alemania   | 1.ª           | 2024-25       | 11    | 0     | ―                | ―                | 3                     | 0                     | 14    | 0     |
| Borussia Dortmund · Alemania   | Total club    | Total club    | 60    | 0     | 5                | 0                | 19                    | 0                     | 84    | 0     |
| Total carrera                  | Total carrera | Total carrera | 232   | 12    | 19               | 1                | 24                    | 0                     | 275   | 13    |
| 1. 2.                          |               |               |       |       |                  |                  |                       |                       |       |       |

## Palmarés

### Títulos nacionales
| Título        | Club          | País     | Año     |
| ------------- | ------------- | -------- | ------- |
| 2. Bundesliga | F. C. Colonia | Alemania | 2018-19 |

### Títulos internacionales
| Título          | Club (*) | País                | Año  |
| --------------- | -------- | ------------------- | ---- |
| Eurocopa sub-21 | Alemania | Hungría · Eslovenia | 2021 |

(*) Incluyendo la selección.